# Brettes
Brettes é uma comuna francesa na região administrativa da Nova Aquitânia, no departamento de Charente. Estende-se por uma área de 12,21 km². Em 2010 a comuna tinha 180 habitantes (densidade: 14,7 hab./km²).